# Conceptontwikkeling
Conceptontwikkeling (Engels: concept design) is een vooronderzoek ontwerp.
Het doel van een conceptontwikkeling is om zowel een kwalitatieve als een  kwantitatieve inschatting te kunnen maken van de te verwachten productkosten, marktacceptatie, ontwerpkaders, ontwerptijd en ontwerpkosten.
In veel industrieën is de ontwikkeling van een nieuw product een repeterend proces. In dit repeterend ontwerpproces zijn vooraf de manier waarop er ontwikkeld wordt en de doorlooptijd bepaald. Hiervoor zijn er vaste meetpunten ingebouwd die ervoor moeten zorgen dat de doorlooptijd gehaald wordt. Op deze manier wordt voor zekere marktintroductietijd gezorgd. In dit repeterend ontwikkelproces zijn onzekerheden omtrent haalbaarheid en kosten niet gewenst. Om deze risico’s te minimaliseren wordt voorafgaande aan het eigenlijke ontwerp een conceptontwikkeling uitgevoerd. In deze conceptontwikkeling is de haalbaarheid meer van belang dan de tijdsduur van de ontwikkeling.
Conceptontwikkeling wordt met name toegepast in de  vastgoedsector en de  ‘automotive’ industrie om nieuwe concepten te testen.